# حوسبة فائقة الأداء في أوروبا

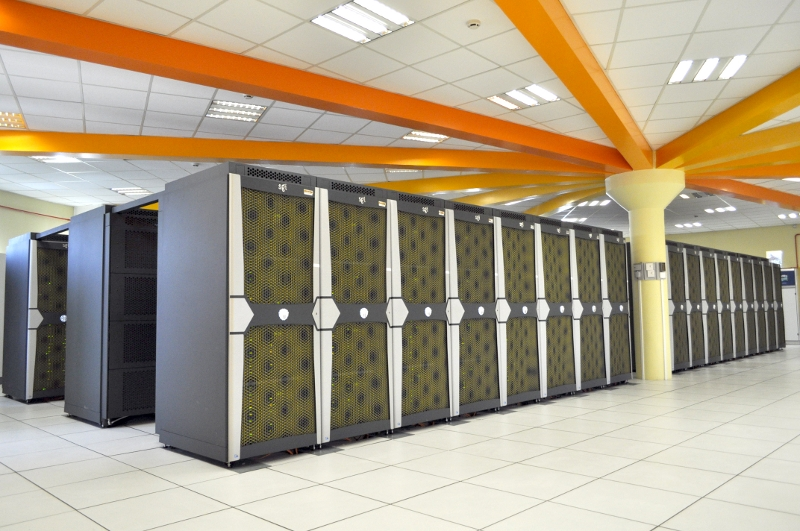
حاسوب فائق نوع ألتيكس في مركز الكمبيوتر الوطني للتعليم العالي في فرنسا

هناك العديد من المراكز التي تعنى بالحوسبة فائقة الأداء في أوروبا، ويتم تنسيق الوصولية لها بواسطة مبادرات أوروبية لتسهيل الحوسبة فائقة الأداء. يعتبر مشروع "HPC Europa" إحدى هذه المبادرات، وهو يلائم البنية التحتية الأوروبية الموزعة لتطبيقات الحوسبة الفائقة (DEISA)، وقد بدأ هذا المشروع عام 2002 كجمعية من أحد عشر مركزاً للحوسبة الفائقة من سبع دول أوروبية. يهدف مشروع "HPC Europa" والذي يشتغل ضمن إطار العمل CORDIS إلى توفير وصولية إلى الحواسيب الفائقة عبر أوروبا.
في حزيران (يونيو) 2011، تم اعتماد الحاسوب تيرا 100 فرنسي الصنع كأسرع حاسوب فائق في أوروبا، واحتل المركز التاسع عالمياً فقد كان أول حاسوب فائق -حسب مقياس petaflops- صمم وبُني كاملاً في أوروبا

## بلغاريا
يشغّل المركز الوطني لتطبيقات الحوسبة الفائقة (بلغاريا) في صوفيا - بلغاريا حاسوباً فائقاً من نوع آي بي إم الجينة الزرقاء/P، والذي يوفر معالجةً فائقة الأداء للأكاديمية البلغارية للعلوم وجامعة صوفيا وغيرهما من المنظمات. ويعتبر هذا النظام أحد الحواسيب الفائقة القليلة في أوروبا الشرقية، والوحيد من نوعه في منطقة البلقان. وقد كان هذا النظام مدرجاً في قائمة الخمسمائة الأوائل حتى نوفمبر 2009، حيث احتل الترتيب 379

## فرنسا
تشغّل لجنة الطاقة الذرية والطاقة البديلة جهاز تيرا 100 في مركز أبحاث وتكنولوجيا الحوسبة الفرنسي في إيسون، تبلغ سرعة المعالجة القصوى لجهاز Tera 100 حوالي 1050 تيرافلوب، ما جعله أسرع الحواسيب الفائقة في أوروبا عام 2011. وقد بنت شركة «غروب بول» الفرنسية هذا الحاسوب وزودته بـ 140000 معالج.
تأسس «مركز الحاسوب الوطني للتعليم العالي» في فرنسا في مونبلييه عام 1999. وهو يوفر خدمات الحوسبة للأبحاث والتعليم العالي. يشغّل المركز نظام "Jade SGI Altix" بسرعة معالجة قصوى تصل إلى 237 تيرافلوب، وهو ثالث أسرع حاسوب فائق في فرنسا وثاني أسرع نظام تجاري تشغّله شركة تصنيع فرنسية.

## ألمانيا
في ألمانيا، تُنظّم الحوسبة الفائقة على مستويين. تشكّل المراكز الوطنية الثلاث القائمة في غارتشينغ ويوليتش وشتوتغارت «مركز غاوس للحوسبة الفائقة»، ويوفر مستوى Tier 0 الأوروبي والمستوى Tier 1 الوطني الألماني. كما تتفرع عن تحالف غاوس العديد من المراكز متوسطة الحجم. يملك مركز يوليتش للحوسبة الفائقة ومركز غاوس للحوسبة الفائقة مجتمعان الحاسوب الفائق «يوجين». وهذا الحاسوب مبني باستخدام هيكلية Blue Gene/P من آي بي إم، وقد احتل في حزيران (يونيو) 2011 المركز الثاني عشر في ترتيب الحواسيب الأكثر سرعة في العالم. يستضيف مركز ليبنيز ريتشينزينتروم للحوسبة الفائقة الواقع في ميونيخ نظام SuperMUC المتوقع بدء العمل به عام 2012 بسرعة معالجة تصل إلى 3 بيتافلوب. وبهذه السرعة يكون هذا النظام الأسرع في أوروبا. أما أسرع حاسوب في مركز الحوسبة فائقة الأداء في شتوتغارت فهو HERMIT والذي تصل سرعة أداءه أكثر من 1 بيتافلوب. يعتمد HERMIT على تكنولوجيا Cray XE6 وقد احتل المرتبة الثانية عشر كأسرع نظام في العالم في نوفمبر 2011 حسب تصنيف TOP500. هذا ويتاح نظام HERMIT للمستخدمين الأكاديميين وللأغراض الصناعية.

## إيطاليا
معهد الحوسبة الفائقة الرئيسي في إيطاليا هو CINECA، وهو عبارة عن اتحاد يتكون من العديد من الجامعات ومعاهد الأبحاث المنتشرة في البلاد. ثمة حاسوب فائق جديد يدعى FERMI مبنى حسب هيكلية أي بي إم BlueGene/Q، وقد بدأ تشغيله في شهر آب (أغسطس) 2012. سيكون FERMI أسرع حاسوب فائق الأداء في إيطاليا بأداء يصل إلى 2.1 بيتا فلوب، ما يجعله أحد أسرع الحواسيب الفائقة في أوروبا.
نظراً لدور المعهد الوطني للفيزياء النووية (INFN) في التجارب الرئيسية التي تُجرى في CERN، تستضيف إيطاليا أيضاً بعض أكبر المحطات الفرعية في شبكة الحوسبة LHC العالمية، بما في طبقة واحدة Tier 1 و 11 طبقة 2 من أصل 151 محطة فرعية

## هولندا
يقع مركز البنية التحتية الشبكية الأوروبية، وهي عبارة عن نظام حوسبة موزع حول القارة الأوروبية، في حديقة أمستردام للعلوم في أمستردام

## بولندا
بدأت البنية التحتية الشبكية البولندية عام 2009 كبنية تحتية للحوسبة على المستوى الوطني. وقد صُنّف الحاسوب العنقودي «غاليرا» الواقع في جامعة غدانسك للتكنولوجيا في المرتبة 299 حسب تصنيف TOP500 في نوفمبر 2010.

## روسيا
في تشرين الثاني (نوفمبر) 2011، احتل الحاسوب الفائق لومونوسوف ذو معالج 33,072 في موسكو المرتبة الثامنة عشرة كأسرع حاسوب في العالم، وثالث أسرع حاسوب في أوروبا. صممت النظام T-Platforms واستخدم فيه معالجات زيون 2.93 غيغاهيرتز و Nvidia 2070 GPUs.
في تموز (يوليو) 2011، أعلنت الحكومة الروسية عن خطة للتركيز على بناء حواسيب فائقة أكبر بحلول عام 2020. في أيلول (سبتمبر) 2011، صرحت شركة T-Platforms أنها ستسلم الحكومة حاسوباً فائقة يتم التحكم بالحرارة فيه وتبريده بواسطة الماء.

## إسبانيا

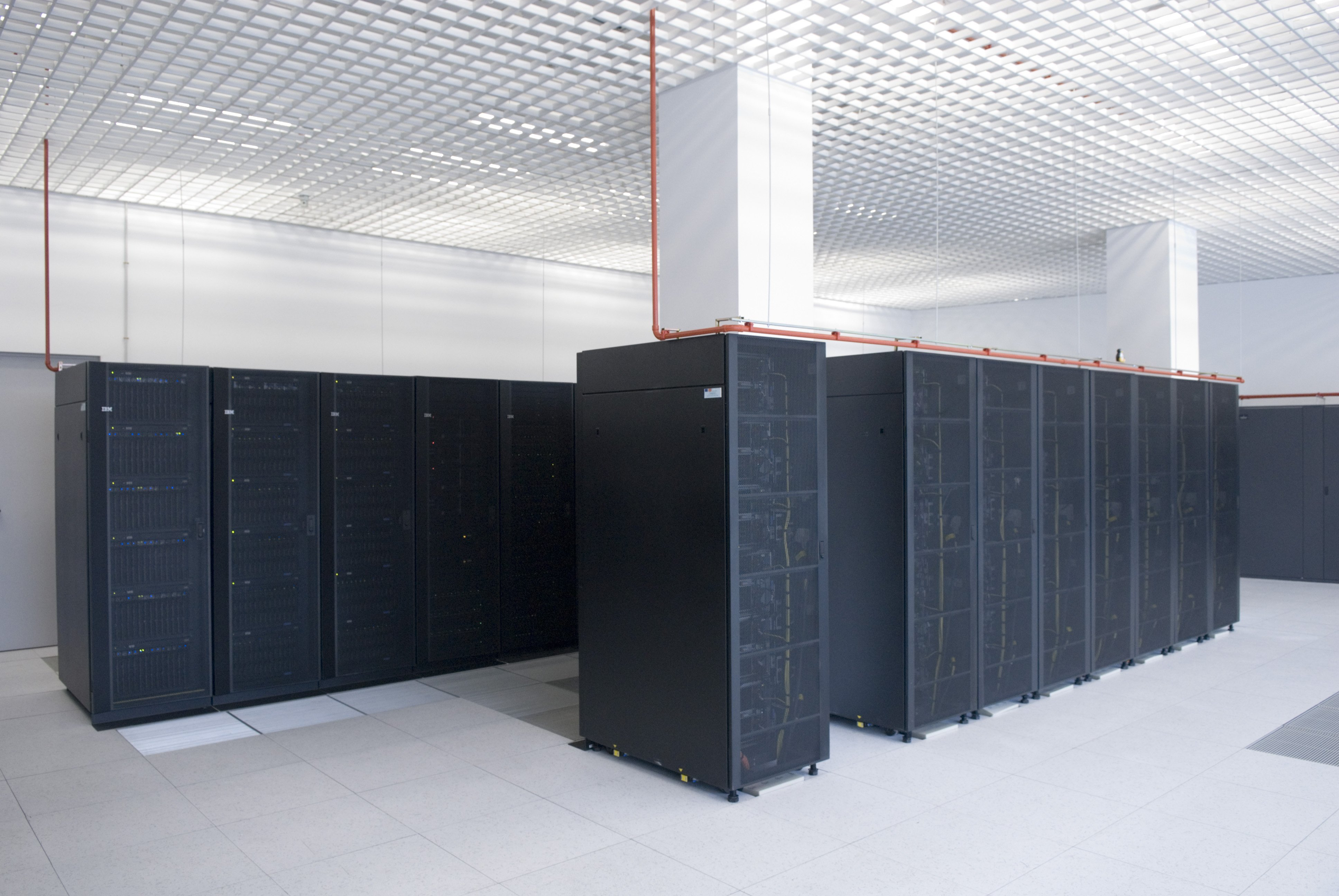
حاسوب ماغيريت في مركز مدريد للحوسبة الفائقة والتصوّر.

يقع مركز برشلونة للحوسبة الفائقة في جامعة كاتالونيا التقنية، وهو مسؤول عن تشغيل الحاسوب الفائق «ماري نوستروم» الذي يعمل بكفاءة 94.21 تيرافلوب. أما مركز مدريد للحوسبة الفائقة والتصوّر الذي يقع في جامعة مدريد التقنية فيشغّل الحاسوب الفائق ماغيريت الذي يعمل بكفاءة 72 تيرافلوب. كما توفر شبكة الحوسبة الفائقة الإسبانية وصولية للعديد من الحواسيب الفائقة الموزعة في إسبانيا.

## السويد
يُشغّل المعهد الملكي السويدي للتكنولوجيا الحاسوب الفائق «ليندغرين»، والذي يتكون من 36000 معالج، ويعمل بسرعة تصل إلى 305 تيرافلوب

## سويسرا
تأسس المركز الوطني السويسري للحوسبة الفائقة عام ويديره المعهد الفدرالي للتكنولوجيا في زيوريخ. يقع المركز في منطقة مانو - كانتون تيسينو ويوفر خدمات الحوسبة الفائقة لمعاهد الأبحاث الوطنية والجامعات السويسرية ومنظمة سرن الدولية. في شباط (فبراير) 2011، طلب المركز الحصول على حاسوب متوازي هائل يعمل على نظام نظام كراي XMT.
تم تشغيل حاسوب أكواسار الفائق من أي بي إم في المعهد الفدرالي للتكنولوجيا في زيوريخ عام 2010. ويستخدم تقنية تبريد الحاسوب الساخنة للسيطرة على الحرارة بكفاءة، بالاستفادة من نظام الماء الذي يتم التحكم بتسخينه بواسطة نظام حاسوب لتدفئة مباني الجامعة.

## المملكة المتحدة
تأسس مركز EPCC للحوسبة الفائقة في جامعة إدنبرة عام 1990. ويوفر المشروع HECToR في جامعة إدنبرة خدمات الحوسبة الفائقة باستخدام نظام Cray XE6 ذو سرعة تصل إلى 360 تيرافلوب، وهو أسرع حاسبو في بريطانيا. يشغّل المركز الأوروبي للتنبؤات الجوية متوسطة المدى الواقع في بيركشاير نظاماً يعمل بسرعة 100 تيرافلوب.